# البرهامة
البرهامة قرية من القرى الصغيرة في العاصمة المنامة في البحرين، يحدها من الشمال الخليج العربي، ويحدها من الغرب قرية السنابس ومن الشرق النعيم.

## التسمية
يعود سبب التسمية إلى شجرة كبيرة توجد بالقرية تدعى البرهامة، وهي من الأشجار الفريدة من ناحية الشكل والحجم، حيث كانت مزروعة في قديم الزمان في هذه القرية الصغيرة، ظل الناس يؤمنون بهذه الشجرة إلى أن قطعت هذه الشجرة بعد مرور سنين، وظل اسم البرهامة يتداول بين السكان إلى أن اشتهرت هذه القرية بهذا الاسم.

## الطبيعة والسكان
اشتهرت بطبيعتها التي كانت تجذب العديد من البحارة والعديد من سكان البحرين، وعدد سكان البرهامة قليل جدا ومعظمها أراضي فارغة أو مزارع، بعد ذلك تطورت قرية البرهامة وأصبحت تشمل العديد من البنايات، وهناك جامعة تسمى جامعة أبو غزالة وهناك العديد من الأراضي المستثمرة.